# Ain Taoujdate
Ain Taoujdate (en àrab عين تاوجدات, ʿAyn Tāwjdāt; en amazic ⵄⵉⵏ ⵜⴰⵡⵊⵟⴰⵜ) és un municipi de la província d'El Hajeb, a la regió de Fes-Meknès, al Marroc. Segons el cens de 2014 tenia una població total de 28.288 persones.